# O.K. Ken?
O.K. Ken? är ett musikalbum av den brittiska bluesrockgruppen Chicken Shack som lanserades i februari 1969 på skivbolaget Blue Horizon. Det var det andra och sista albumet med Christine Perfect som medlem i gruppen. Mellan låtarna förekommer komiska presentationer av varje titel. Skivan nådde högre listplacering på Englandslistan än deras debutalbum 40 Blue Fingers, Freshly Packed and Ready to Serve, men det låg inte kvar lika många veckor på listan som debuten gjort.

## Låtlista
1. "Baby's Got Me Crying" (Stan Webb) – 2:25
2. "The Right Way Is My Way" (Webb) – 2:00
3. "Get Like You Used to Be" (Christine Perfect) – 3:05
4. "Pony and Trap" (Webb) – 3:00
5. "Tell Me" (Webb) – 4:40
6. "A Woman Is the Blues" (Webb, Perfect) – 2:50
7. "I Wanna See My Baby" (Perfect) – 3:30
8. "Remington Ride" (Webb) – 2:50
9. "Fishing in Your River" (Webb) – 4:30
10. "Mean Old World" (Perfect) – 3:15
11. "Sweet Sixteen" (Webb) – 6:20

## Listplaceringar
- UK Albums Chart, Storbritannien: #9[1]